# Romulus și Remus (Star Trek)
Acesta este un articol despre franciza Star Trek. Pentru informații privind mitologia romană, vezi Romulus și Remus.

Romulus şi Remus

Romulus este o planetă de clasa M. Ea este planeta de origine a speciei Romulan și capitala Imperiului Romulan Stelar din universul fictiv Star Trek. 
Remus este a treia planetă din sistemul Romulan format din 4 planete, din universul fictiv Star Trek. Remus este casa poporului Reman, cei care au fost transformați în sclavi de către Romulani. Remus este planeta soră a planetei Romulus.